# Pankreasagenesie
Als Pankreasagenesie bezeichnet man das vollständige (totale Pankreasagenesie) oder teilweise (partielle Pankreasagenesie) Fehlen der Bauchspeicheldrüse. 
Die Fehlbildung wurde erstmals 1969 von Dourov und Buyl-Strouvens beschrieben. Sie ist sehr selten, bislang sind nur 8 Fälle beim Menschen bekannt. Ursache ist ein Defekt im Gen des Insulin-Promotor-Faktor 1 auf dem Chromosom 13 (Genlocus 13q12.1).

## Klinisches Bild
Eine partielle Pankreasagenesie kann symptomlos verlaufen, weil das vorhandene Gewebe in der Lage ist, ausreichend Enzyme und Hormone zu bilden. Die totale Pankreasagenesie zeigt sich in Fettstuhl infolge exokriner Pankreasinsuffizienz, Minderwuchs und Typ-1-Diabetes.

## Behandlung
Die Behandlung erfolgt durch Gabe von Pankreatin und Insulin.